# A Arte de Paula Fernandes
A Arte de Paula Fernandes é a terceira coletânea musical da cantora e compositora brasileira Paula Fernandes, lançada em 30 de outubro de 2015 pela Universal Music em formato digital e CD. É uma compilação de seus maiores sucessos, com músicas dos álbuns Dust in the Wind (2007), Pássaro de Fogo (2009), Paula Fernandes: Ao Vivo (2011), Meus Encantos (2012) e Multishow ao Vivo: Um Ser Amor (2013), possui faixas com participações de Almir Sater, Marcus Viana, Leonardo e a dupla César Menotti & Fabiano.

## Faixas
| N.º | Título                                                                          | Compositor(es)              | Duração |  |
| 1.  | "Pássaro de Fogo" (Ao vivo)                                                     | Paula Fernandes             | 2:51    |  |
| 2.  | "Além da Vida"                                                                  | Fernandes Victor Chaves     | 4:36    |  |
| 3.  | "Jeito de Mato" (Part. Almir Sater)                                             | Fernandes Maurício Santini  | 4:55    |  |
| 4.  | "Se o Coração Viajar"                                                           | Fernandes                   | 4:17    |  |
| 5.  | "Um Ser Amor" (Ao Vivo)                                                         | Fernandes                   | 4:22    |  |
| 6.  | "Céu Vermelho"                                                                  | Fernandes                   | 3:11    |  |
| 7.  | "Nunca Mais Eu e Você"                                                          | Fernandes                   | 4:23    |  |
| 8.  | "Meu Eu em Você" (Ao vivo)                                                      | Fernandes                   | 3:37    |  |
| 9.  | "Não Precisa"                                                                   | Chaves                      | 3:45    |  |
| 10. | "Sensações" (Ao Vivo)                                                           | Fernandes                   | 3:44    |  |
| 11. | "Tocando em Frente" (Part. Leonardo)                                            | Almir Sater Renato Teixeira | 4:01    |  |
| 12. | "Dust In the Wind"                                                              | Kerry Livgren               | 3:41    |  |
| 13. | "Eu Sem Você"                                                                   | Fernandes Zezé Di Camargo   | 3:53    |  |
| 14. | "Navegar em Mim" (Ao Vivo)                                                      | Fernandes                   | 3:36    |  |
| 15. | "Pra Você" (Ao Vivo)                                                            | Fernandes Di Camargo        | 3:38    |  |
| 16. | "Espaço Sideral" (Part. César Menotti & Fabiano)                                | Fernandes Chaves            | 3:18    |  |
| 17. | "Meus Encantos"                                                                 | Fernandes                   | 4:39    |  |
| 18. | "Quando a Chuva Passar" (Ao Vivo) (Part. Marcus Viana)                          | Ramón Cruz                  | 3:48    |  |
| 19. | "Mineirinha Ferveu / Nóis Enverga Mais Não Quebra / Debaixo do Cacho" (Ao Vivo) | Fernandes Di Camargo Gino   | 4:59    |  |